# Ialpujeni
Ialpujeni è un comune della Moldavia, situato nel distretto di Cimișlia, di 1.855 abitanti al censimento del 2004

## Località
Il comune è formato dall'insieme delle seguenti località: (popolazione 2004)
- Ialpujeni (1.209 abitanti)
- Marienfeld (646 abitanti)